# Galopowanie przewodów
Galopowanie przewodów (ang. conductor galloping) – drgania samowzbudne przewodów napowietrznych linii elektroenergetycznych wywołane wiatrem. Nazwa została wprowadzona przez pochodzącego z Holenderskich Indii Wschodnich amerykańskiego uczonego Jacoba P. Den Hartoga. Obecnie terminu galopowanie przewodów używa się w odniesieniu do dowolnej drgającej konstrukcji. W literaturze spotyka się też równoznaczne znaczeniowo określenie taniec przewodów. 
W napowietrznej linii przesyłowej najczęściej występuje pionowy ruch przewodów ale spotyka się też poziomy lub obrotowy. Drgania mają częstotliwość od 0,1 do 1 Hz, amplituda drgań może przekroczyć metr. Drgania wywołane galopowaniem linii mogą spowodować zbliżenie przewodów, uszkodzenia przewodów izolatorów i słupów.
Taniec przewodów powodowany jest wiatrem o prędkości z zakresu 6 – 25 m/s. Drganiom podlegają pojedyncze przewody oraz całe wiązki przewodów. W przypadku wiązek pojawiają się dodatkowo oscylacje skrętne. Galopowanie jest niebezpiecznym zjawiskiem dla samych przewodów oraz osprzętu linii elektroenergetycznej, a także konstrukcji wsporczych.